# Lohová
Lohová (311 m n. m.) je vrch v okrese Hradec Králové Královéhradeckého kraje. Leží asi 0,5 km jihovýchodně od obce Libníkovice na katastrálním území Jílovice.

## Geomorfologické zařazení
Geomorfologicky vrch náleží do celku Orlická tabule, podcelku Třebechovická tabule a okrsku Černilovská tabule.